# Миколаївка (Бердянський район)
Микола́ївка — село в Україні, у Берестівській сільській громаді Бердянського району Запорізької області. Населення становить 1081 осіб.

## Географія

### Розташування
Село Миколаївка знаходиться на березі річки Берда, вище за течією на відстані 1 км розташоване село Троїцьке, нижче за течією на відстані 0,5 км розташоване село Новоіванівка, на протилежному березі — село Новосолдатське. По селу протікає пересихаючий струмок з загатою. Поруч проходить автомобільна дорога Т 0819.

### Корисні копалини
Поблизу села виявлені поклади графіту і кварцу.

## Історія
Поблизу села виявлено залишки двох поселень доби неоліту (IV тисячоліття до н. е.). Біля кургану Рясні Могили знайдена булава того часу.
Село засноване 1803 року. Першими поселенцями його були державні селяни з Полтавської та Чернігівської губерній.

## Населення

### Мова
Розподіл населення за рідною мовою за даними перепису 2001 року:
| Мова       | Кількість | Відсоток |
| ---------- | --------- | -------- |
| українська | 1239      | 90.44%   |
| російська  | 129       | 9.42%    |
| угорська   | 2         | 0.14%    |
| Усього     | 1370      | 100%     |

## Об'єкти соціальної сфери
- Школа.
- Музична школа.
- Дитячий садочок.
- Будинок культури.
- Лікарня.

## Відомі люди
- Семерня Олесь (* 02.08.1936, Миколаївка, Бердянський район, Запорізька область;— 06.07.2012, Сокиряни) — український художник, працював в основному в Україні та Молдові, один із найяскравіших представників наївного українського малярства кінця XX століття — початку XXI століття, автор понад 600 картин.